# École de la santé militaire (Tunisie)
L’École de la santé militaire est un établissement tunisien d’instruction militaire chargé de former des infirmiers.